# Don Smith (giocatore di football americano)
Donald Loren Smith (Oakland, 9 maggio 1957) è un ex giocatore di football americano statunitense che ha militato nel ruolo di defensive end nella National Football League (NFL).

## Carriera
Al college Smith giocò a football a Miami. Fu scelto dagli Atlanta Falcons nel corso del primo giro (diciassettesimo assoluto) del Draft NFL 1979. Vi giocò fino al 1984, con un primato personale di 9 sack nella sua stagione da rookie. In seguito giocò con i Buffalo Bills (1985-1986) e i New York Jets.